# Mercurol
Mercurol is een plaats en voormalige gemeente in het Franse departement Drôme in de regio Auvergne-Rhône-Alpes en telt 1670 inwoners (1999). De plaats maakt deel uit van het arrondissement Valence.

## Geschiedenis
Op 1 januari 2016 is Mercurol gefuseerd met Veaunes tot de gemeente Mercurol-Veaunes. 

## Geografie
De oppervlakte van Mercurol bedraagt 20,8 km², de bevolkingsdichtheid is 80,3 inwoners per km².
De onderstaande kaart toont de ligging van Mercurol met de belangrijkste infrastructuur en aangrenzende gemeenten.

## Demografie
Onderstaande figuur toont het verloop van het inwonertal.